# Фінал Кубка Іспанії з футболу 1964
Фінал Кубка Іспанії з футболу 1964 — футбольний матч, що відбувся 5 липня 1964 року. У ньому визначився 62-й переможець кубка Іспанії.

## Шлях до фіналу
| Сарагоса    | Сарагоса  | Сарагоса                 | Раунд       | Атлетіко         | Атлетіко  | Атлетіко                                        |
| ----------- | --------- | ------------------------ | ----------- | ---------------- | --------- | ----------------------------------------------- |
| Суперник    | Результат | Матчі                    |             | Суперник         | Результат | Матчі                                           |
| Мальорка    | 4–2       | 2–0 на виїзді; 2–2 вдома | 1/16 фіналу | Депортіво Малага | 9–0       | 2–0 на виїзді; 7–0 вдома                        |
| Реал Ов'єдо | 9–3       | 6–0 вдома; 3–3 на виїзді | 1/8 фіналу  | Сельта           | 4–2       | 1–2 на виїзді; 3–0 вдома                        |
| Еркулес     | 4–0       | 1–0 на виїзді; 3–0 вдома | 1/4 фіналу  | Реал Мадрид      | 5–4       | 2–3 на виїзді; 1–1 вдома; 2–1 (нейтральне поле) |
| Барселона   | 4–3       | 2–3 на виїзді; 2–0 вдома | 1/2 фіналу  | Валенсія         | 4–2       | 1–1 на виїзді; 3–1 вдома                        |

## Подробиці
| 5 липня 1964 |

| Реал Сарагоса         | 2:1      | Атлетіко (Мадрид) |
| --------------------- | -------- | ----------------- |
| Лапетра 18' Вілья 33' | Протокол | Кардона 71'       |

| Сантьяго Бернабеу, Мадрид Глядачів: 75 000 Арбітр: Феліш Бірігай |

|  |  |

| В          |  | Енріке Ярса (к)      |
| З          |  | Северіно Рейха       |
| З          |  | Франсіско Сантамарія |
| З          |  | Хоакін Кортісо       |
| ПЗ         |  | Пепін                |
| ПЗ         |  | Сантьяго Ісасі       |
| Н          |  | Карлос Лапетра       |
| Н          |  | Хуан Мануель Вілья   |
| Н          |  | Марселіно Мартінес   |
| Н          |  | Елеутеріо Сантос     |
| Н          |  | Канаріо              |
| Тренер:    |  |                      |
| Луїс Бельо |  |                      |

| В               |  | Едгардо Мадінабейтія |
| З               |  | Ісакіо Кальєха       |
| З               |  | Хорхе Гріффа         |
| З               |  | Фелісьяно Рівілья    |
| ПЗ              |  | Хесус Гларія         |
| ПЗ              |  | Раміро               |
| Н               |  | Енріке Кольяр (к)    |
| Н               |  | Аделардо Родрігес    |
| Н               |  | Мігель Хонес         |
| Н               |  | Хосе Кардона         |
| Н               |  | Хесус Мартінес Хайо  |
| Тренер:         |  |                      |
| Сабіно Барінага |  |                      |